# Nyctimystes perimetri
Espèce
Synonymes
- Litoria perimetri (Zweifel, 1958)

Statut de conservation UICN

 LC  : Préoccupation mineure
Nyctimystes perimetri est une espèce d'amphibiens de la famille des Pelodryadidae.

## Répartition
Cette espèce est endémique de l'archipel des Louisiades en Papouasie-Nouvelle-Guinée. Elle se rencontre entre 150 et 350 m d'altitude dans les îles Vanatinai et Rossel,.

## Description
Le mâle holotype mesure 51 mm et la femelle paratype 67 mm.

## Publication originale
- Zweifel, 1958 : Frogs of the Papuan hylid genus Nyctimystes. American Museum novitates, no 1896, p. 1-51 (texte intégral).